# Catedral de Glasgow
La catedral de Glasgow (en gaélico escocés: Cathair-eaglais Ghlaschu) es un templo de culto de la Iglesia de Escocia en Glasgow, Escocia. Es la catedral más antigua no insular de Escocia y el edificio más antiguo de Glasgow. El título de catedral es honorífico e histórico, cuando todavía era sede del arzobispo de Glasgow e iglesia madre de la arquidiócesis de Glasgow, hecho que cambió durante la Reforma escocesa del siglo XVI. De hecho, la catedral de Glasgow y la catedral de San Magnus en las Islas Orcadas son las únicas catedrales en Escocia que han sobrevivido a la Reforma escocesa.
La catedral está dedicada a San Mungo, patrón de Glasgow, cuya sepultura se encuentra en la iglesia baja del edificio. La primera catedral fue consagrada en 1136 en presencia del rey David I de Escocia. Se han hallado restos arqueológicos bajo la estructura de la catedral actual, que fue consagrada en 1197, aunque la mayoría de lo conservado de debe a una gran reconstrucción del siglo XIII. Tras su fundación en 1451, la Universidad de Glasgow impartió sus primeras clases en la sala capitular de la catedral.
La catedral de Glasgow ha pertenecido a la Corona desde 1587, el Estado se ocupó de su mantenimiento y de su gestión en 1857 y actualmente es la Historic Environment Scotland quien se encarga de esta responsabilidad. Además, pertenece a la congregación escocesa de Presbíteros de Glasgow.

## Historia

### Orígenes

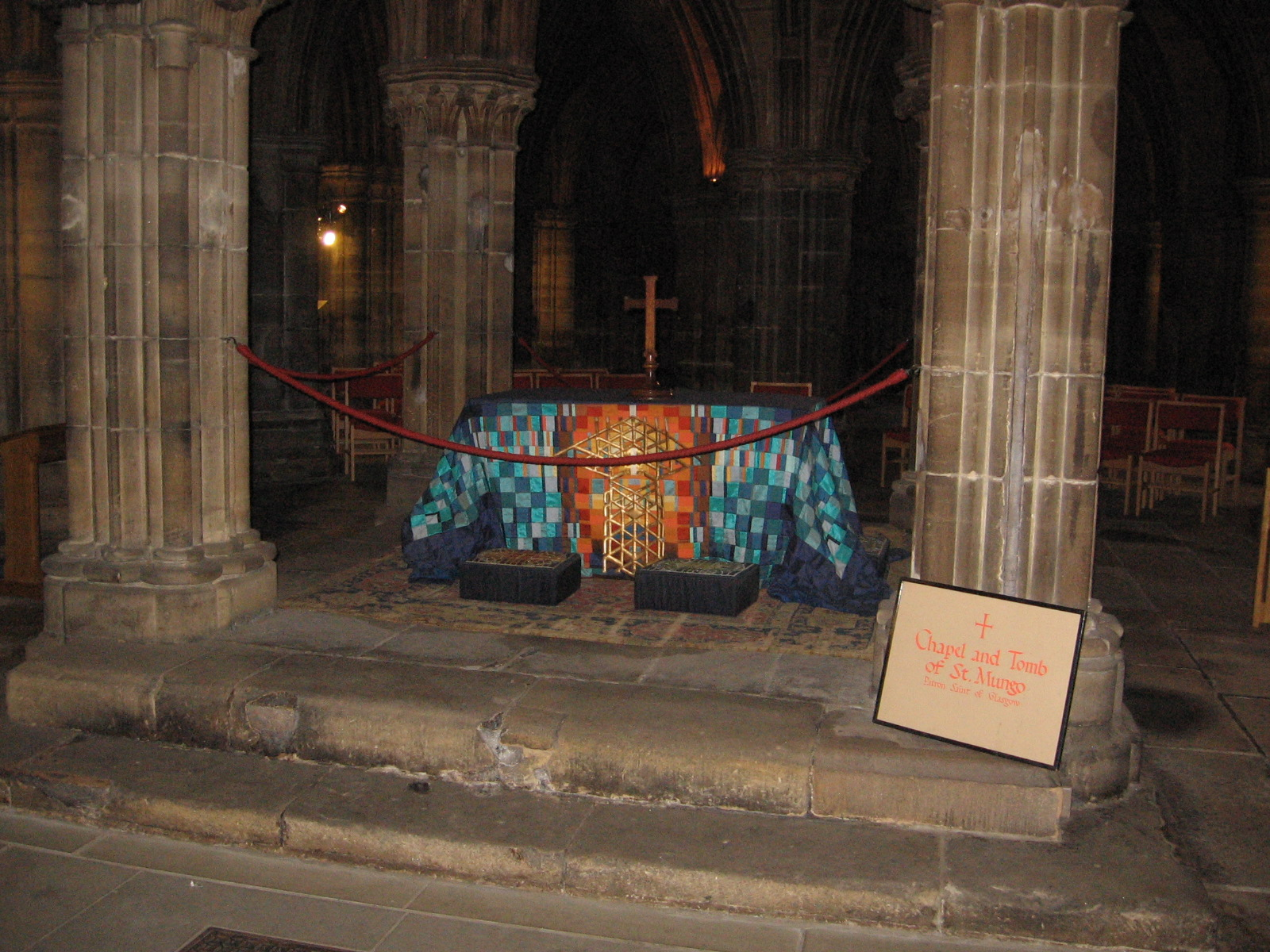
Capilla y tumba de San Mungo en la iglesia baja.

La historia de la catedral está unida a la de la ciudad. En el siglo VI San Mungo trajo el cadáver de un hombre santo, Fergus, para ser enterrado en un lugar llamado Cathures, lo que posteriormente sería Glasgow. Mungo construyó un monasterio junto a la tumba y fue sepultado en él en el año 614, convirtiéndose en un lugar de peregrinaje durante el Medievo.
La primera piedra de la catedral fue emplazada por decisión de David I de Escocia para establecer un obispado en Glasgow, fue consagrada en 1136 en presencia del rey y su corte durante el obispado de John Capellanus. Fue erigida sobre la tumba de San Mungo durante un periodo de 150 años. Las excavaciones realizadas en la catedral de Glasgow entre 1988 y 1997 revelaron fragmentos arquitectónicos de la primera catedral de piedra anterior a la actual. La fachada occidental de la catedral de 1136 se hallaba bajo el tercer pilar de la nave actual y su extremo oriental incluía la tumba de San Mungo. Tras la derrota de Somerled en 1164 tras la batalla de Renfrew, su cabeza fue trasladada a la catedral. En 1175 el papa Alejandro III reconoció Glasgow como «una hija especial» de Roma, liberando la diócesis de la supremacía del arzobispado de York.

### Edad Media

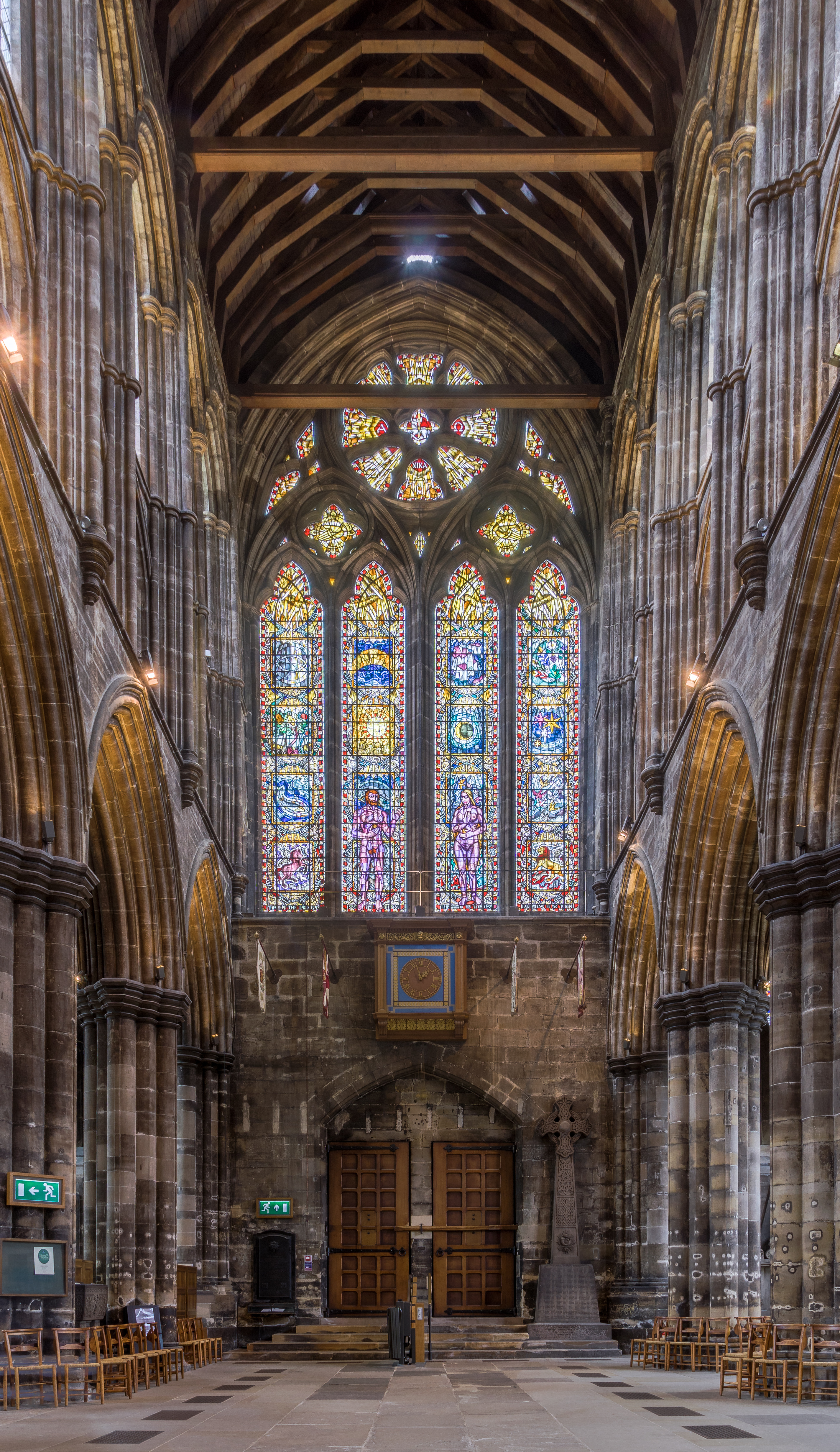
La nave de la catedral con la vidriera La creación (1959) de Francis Spear.

La primera catedral fue sustituida por la catedral actual tras ser destruida o dañada por un incendio, siendo consagrada en 1197. El obispo Walter Capellanus se embarcó entre 1207 y 1232 en un programa constructivo que vio completado el coro y la iglesia baja, mientras que dio la base para la finalización de los transeptos y la nave. Su sucesor el obispo William de Bondington continuó las obras, que incluyeron una nueva ala oriental para albergar una capilla a San Mungo en la planta principal y añadió la sala capitular, la sacristía-tesoro y lo que más tarde se conocería como la nave Blacader. Las construcciones continuaron a lo largo del siglo XIII con una la torre central y el chapitel y un campanario en la esquina noroccidental de la nave. Eduardo I de Inglaterra visitó la catedral en agosto de 1301 durante la primera de las Guerras de independencia de Escocia, realizando ofrendas durante cuatro días en el altar mayor y en la tumba de San Mungo. El obispo guerrero Robert Wishart reparó el campanario para realizar máquinas de asedio en su ayuda al monarca Roberto I de Escocia, e incluso asedió el castillo de Kirkintilloch ocupado por los ingleses; su tumba se encuentra en la iglesia baja desde 1316, aunque actualmente sin inscripción y cuya escultura no tiene cabeza, eventos probablemente realizados durante la Reforma escocesa.
En 1406 un rayo causó grandes daños, especialmente al campanario de madera. Los obispos William de Lauder (1408-25), John Cameron (1426-46) y William Turnbull (1447-54) reconstruyeron la torre central, el chapitel y la sala capitular. El obispo Turnbull fue el principal responsable de la fundación de la Universidad de Glasgow, ya que animó a Jacobo II a escribir una misiva al papa Nicolás V para establecer una universidad en la ciudad. El papa respondió con una bula el 7 de enero de 1451 con la fundación de un nuevo Studium generale en Glasgow para la enseñanza de «teología, canon y ley civil, además de artes y otras facultades de leyes». Los obispos de Glasgow sirvieron a los nuevos cancilleres de la nueva universidad, que comenzaron sus primeras clases en la sala capitular de la catedral de Glasgow, antes de trasladarse a Rottenrow.
En el siglo XV la catedral estaba rodeada por una muralla conocida que, además de la catedral, albergaba el castillo del obispo, las casas parroquiales de los prebendados catedralicios, las viviendas de los vicarios corales, el hospital de San Nicolás (fundado en 1450) y el cementerio. La mayoría de estas edificaciones cayeron durante la Reforma escocesa en 1560 y el único superviviente de finales del siglo XV es el Provand's Lordship. En 1492 el papa Inocencio VIII ascendió a Glasgow al rango de arzobispado. Jacobo IV ratificó el tratado de Paz Perpetua con Inglaterra en el altar mayor el 10 de diciembre de 1502. La catedral participó en las batallas de Glasgow de 1544 y 1560.

### Reforma escocesa

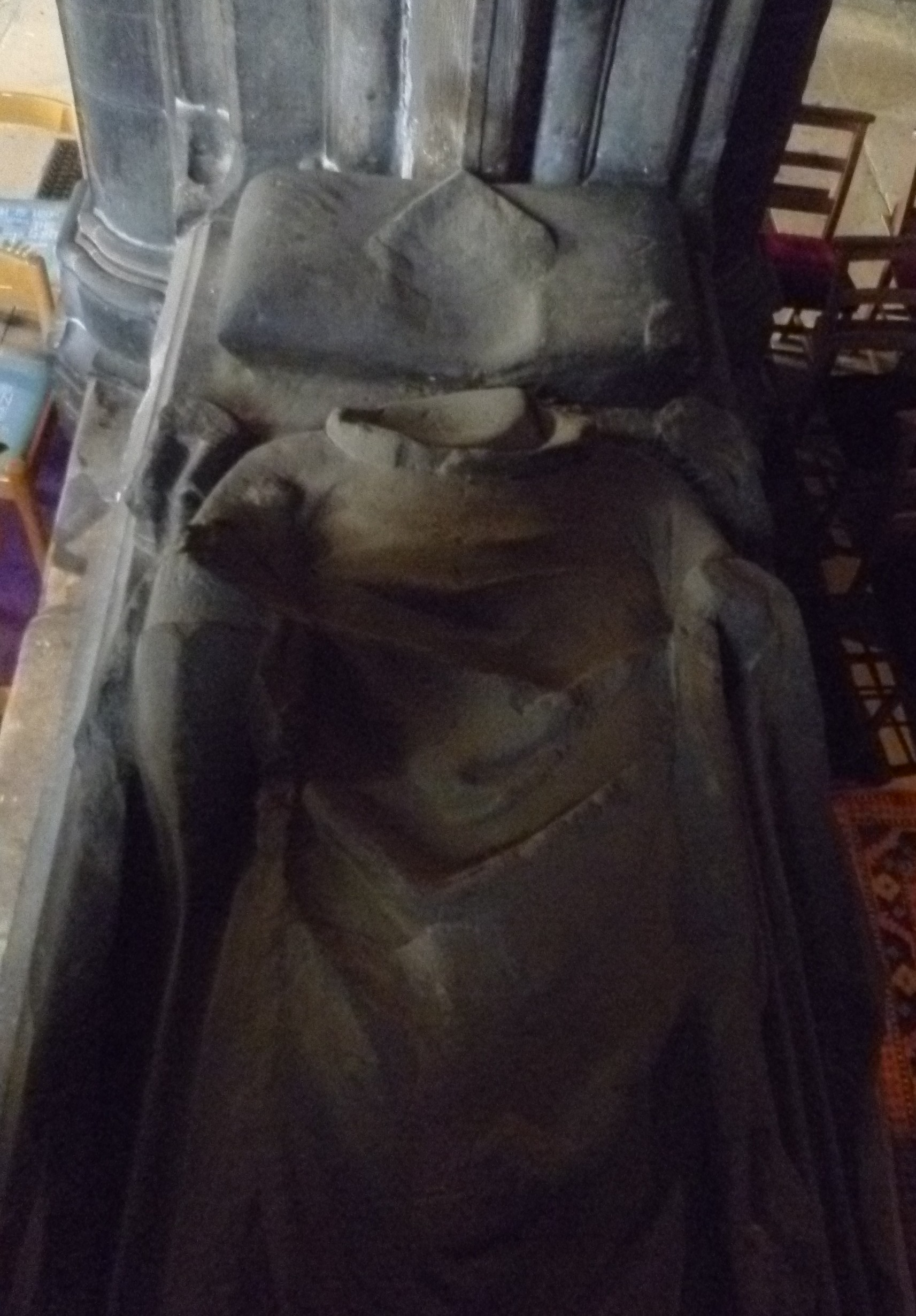
Tumba del obispo Wishart sin cabeza probablemente debido a la Reforma escocesa.

La Reforma escocesa provocó que el arzobispo James Beaton huyera a Francia, y la catedral de Glasgow fue «limpiada» de su mobiliaria católico como altares y esculturas, aunque se decidió mantener el edificio para el culto protestante, siendo David Wemyss en 1562 el primer ministro protestante de la catedral. La fábrica del templo sufrió tanto vandalismo que incluso en 1574 atrajo la atención del gobierno local, que fijó una tasa de 200 libras para reparaciones ese mismo año, aunque la restauración llevó varios años, tapiándose ventanas y reemplazándose la techumbre de plomo en 1578 que había sido robada. En abril de 1581 Jacobo VI concedió una subvención al gobierno local de Glasgow para el mantenimiento de la catedral. Tres meses más tarde el reverendo Wemyss fue expulsado por partidarios del episcopalismo, quienes nombraron a Robert Montgomery como arzobispo de Glasgow gracias al duque de Lennox.
Tras la firma del Covenant Nacional, la Asamblea General de la Iglesia de Escocia se reunió en la catedral en noviembre de 1638. Dominada por los Covenanters, la Asamblea anuló todos los actos y pronunciamientos de las asambleas generales entre 1606 y 1618 debido a que habían estado dominadas por el rey y los obispos, eliminando el obispado en la Iglesia de Escocia y asentando el derecho de la Asamblea de reunirse anualmente.

### sigloXIX

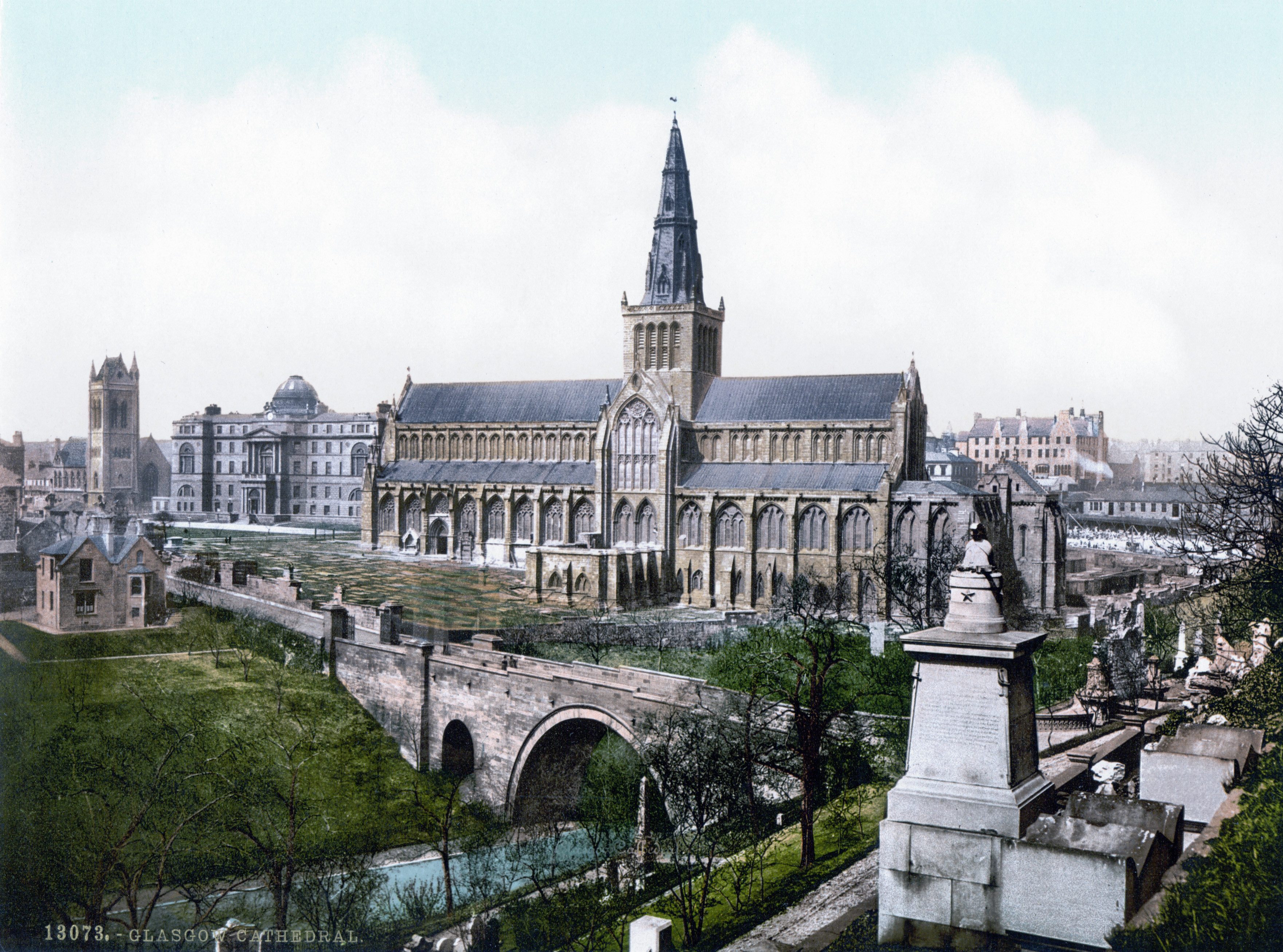
Fotocromo de la catedral y la necrópolis, fechada entre 1890 y 1905.

En la década de 1830 comenzó a existir una apreciación por el significado arquitectónico del edificio que conllevó la ejecución de dibujos detallados y la publicación de propuestas para nuevas obras de restauración. En 1843 se eliminaron las tumbas y la tierra que se había esparcido en la iglesia baja, recuperándose el nivel original y abriéndose las ventanas tapiadas. En 1840 se eliminaron dos torres del flanco occidental, debido a que se juzgaron demasiado asimétricas: la torre suroccidental o torre consistorial fue demolida en 1846, mientras que la torre noroccidental, que albergaba 36 metros y una campana, fue demolida en 1848. La falta de recursos evitó la construcción de nuevas torres que iban a sustituirlas, aunque se construyeron las nuevas naves bajo la dirección de Edward Blore. En 1857 el edificio pasó a gestión del Estado y en 1860 se reemplazaron las ventanas de la nave y del coro por vidrieras de la Institución de Vidrieras Reales Bávaras de Múnich. Este proyecto fue uno de los encargos de arte público más grandes de la época victoriana. En 1879 se instaló el órgano, construido por Henry Willis, en el triforio del coro, el primero de la catedral desde la Reforma escocesa. 
En 1879 la reina Victoria y el príncipe Alberto visitaron la catedral.

### sigloXXyXXI

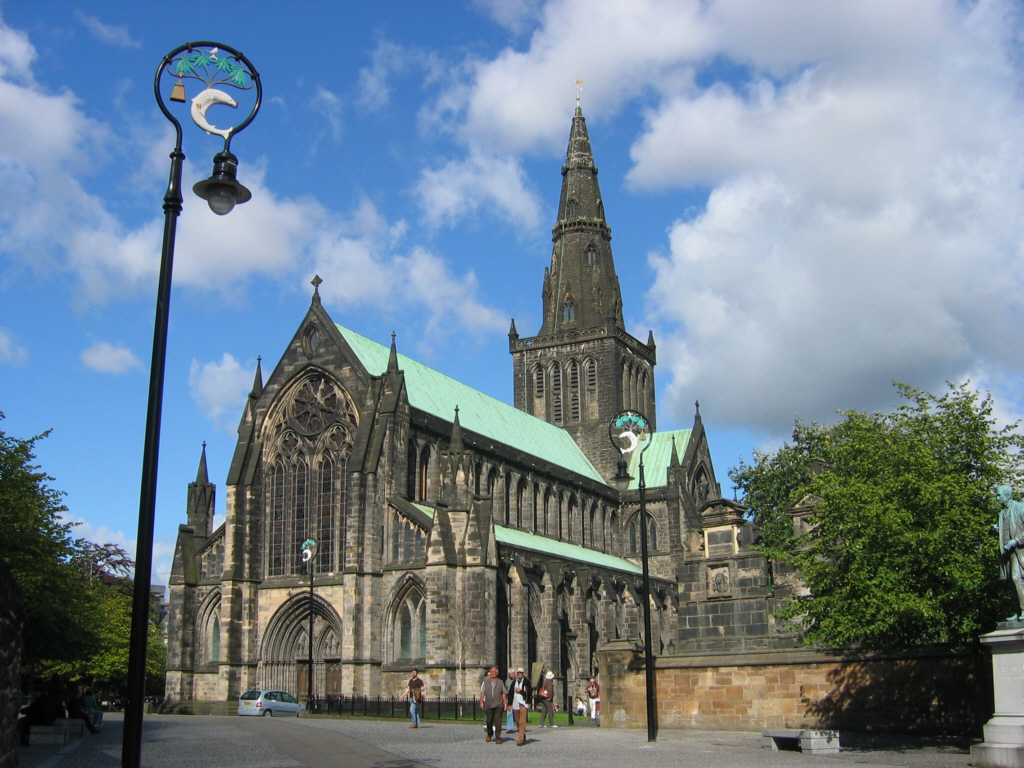
Exterior de la catedral.

Entre 1909 y 1912 se sustituyeron las techumbres de madera medievales del coro y de la nave, debido a su inestabilidad, con nuevas techumbres de madera de roble, bajo la dirección de William Thomas Oldrieve, arquitecto escocés de la Office of Works. Se redujo el peso de la techumbre con la sustitución de láminas de cobre por plomo y pizarra, y el destacado cobre verde del tejado de la nave y del coro que data de esta época. En 1938 los colores de las vidrieras de Múnich se habían deteriorado bastante, por lo que la Sociedad de Amigos de la catedral de Glasgow decidió reemplazarlas por obras de artistas contemporáneos, una de las mejores colecciones de posguerra de todo el Reino Unido. Por ejemplo, a la izquierda se ve la obra de Francis Spear La Creación, de 1958, en el lado oeste.
En 1954 la Reina Madre inauguró una vidriera en memoria de la muerte de cuatro divisiones escocesas durante la Primera y la Segunda guerras mundiales. En 1971 se realizó una misa memorial en la catedral tras los Desastres de Ibrox que se llevó la vida de 66 amantes del fútbol. El funeral del primer ministro Donald Dewar se celebró en la catedral en octubre de 2000. La reina Isabel II celebró acción de gracias en la catedral de Glasgow durante el Jubileo de Plata en 1977 y su Jubileo de Diamante en 2012.

## Rodajes
- La serie Outlander recrea en la catedral en la temporada 2 (2016) el hospital Des Anges de París.[17]
- La película The Batman (2022).[18]

## Lista de ministros
- Archibald Inglis (1685-1687)
- Ralph Rodger (1687-1689)
- James Brown (1690-1714)
- George Campbell (1715-1748)
- John Hamilton (1749-1780)
- William Taylor (1780-1823)
- Duncan Macfarlan (1824-1857)
- John Robertson (1858-1865)
- George Stewart Burns (1865-1896)
- Pearson McAdam Muir (1896-1915)
- James McGibbon (1916-1922)
- Lauchlan Maclean Watt (1923-1944)
- Neville Davidson (1945-1967)
- William Morris (1967-2005)
- Laurence A. B. Whitley (2007-)